# Мечеть Султана Ахмад Шаха
Мечеть Султана Ахмад Шаха (индон. Masjid Sultan Ahmad Shah) — суннитская мечеть в городе Куантан, Паханг, Малайзия.

## История
Была построена в 1991—1993 годах фирмой DZJ Architect and Associates в осовремененном османско-мавританском стиле. После окончания строительства были обнаружены и впоследствии устранены проблемы с герметичностью крыши. Названа в честь султана Ахмад Шаха, основателя ныне правящей династии Паханга.